# Copa da Jordânia de Futebol
A Jordan FA Cup é o principal torneio eliminatório da Jordânia no futebol masculino, Al-Faisaly tem o recorde de mais vitórias na FA Cup em sua história com um total de 21 títulos, seguido por Al Wehdat com 11. Participam do torneio 42 clubes que representam a Jordanian Pro League, a Jordan League Division 1 e a Jordan League Division 2. O torneio é controlado pela Associação de Futebol da Jordânia.
O vencedor ganha uma vaga para a Copa da AFC.